# サミュエル・ベケット橋
サミュエル・ベケット橋（愛: Droichead Samuel Beckett、英: Samuel Beckett Bridge）は、アイルランドのダブリンのリフィー川の南側にあるサー・ジョン・ロジャーソンズ岸壁からドックランズ地区のギルド通りとノース・ウォール岸壁を結ぶ斜張橋。2007年着工、2009年竣工、同年12月10日開通。
アイルランドの作家であるサミュエル・ベケットにちなんで名付けられた。

## 構造
建築家のサンティアゴ・カラトラバが橋の設計者を務めた。サミュエル・ベケット橋はカラトラバが設計したダブリンで2番目の橋で、最初の橋はさらに上流にあるジェームズ・ジョイス橋である。
カンチレバー・スパー・ケーブル支え橋であり、13世紀初頭からアイルランドのシンボルとなっているハープをイメージしている。
6,000万ユーロをかけて建設され、2009年12月10日にダブリン市長のエマ・コステロによって正式に開通され、翌日の午前7時には道路交通にも開通された。
2010年にアイルランドのエンジニアリング・プロジェクト・オブ・ザ・イヤー（Engineers Ireland's Engineering Project of the Year）を受賞した。

## 製造・施工
橋は旋回橋であるため、一つの部品として機能しなければならないため、このままプレハブ化して実際の設置場所まで船で輸送することが可能だった。
鉄骨構造は、ロッテルダムでロンドン・アイの製鋼も担当したオランダの会社、ホランディアによって製造された。約5日で90m × 29mのポンツーンでダブリンに運ばれた。